# 5th Infantry Division (United States Army)
La 5th Infantry Division (5ª Divisione di fanteria) è stata una divisione di fanteria dell'esercito degli Stati Uniti che ha partecipato alla prima guerra mondiale, Seconda guerra mondiale e alla Guerra del Vietnam prima di essere poi disattivata il 24 novembre 1992.

## Prima guerra mondiale
La divisione fu attiva l'11 dicembre 1917 a Camp Logan vicino a Houston in Texas e arrivò in Francia il 1 maggio 1918. 

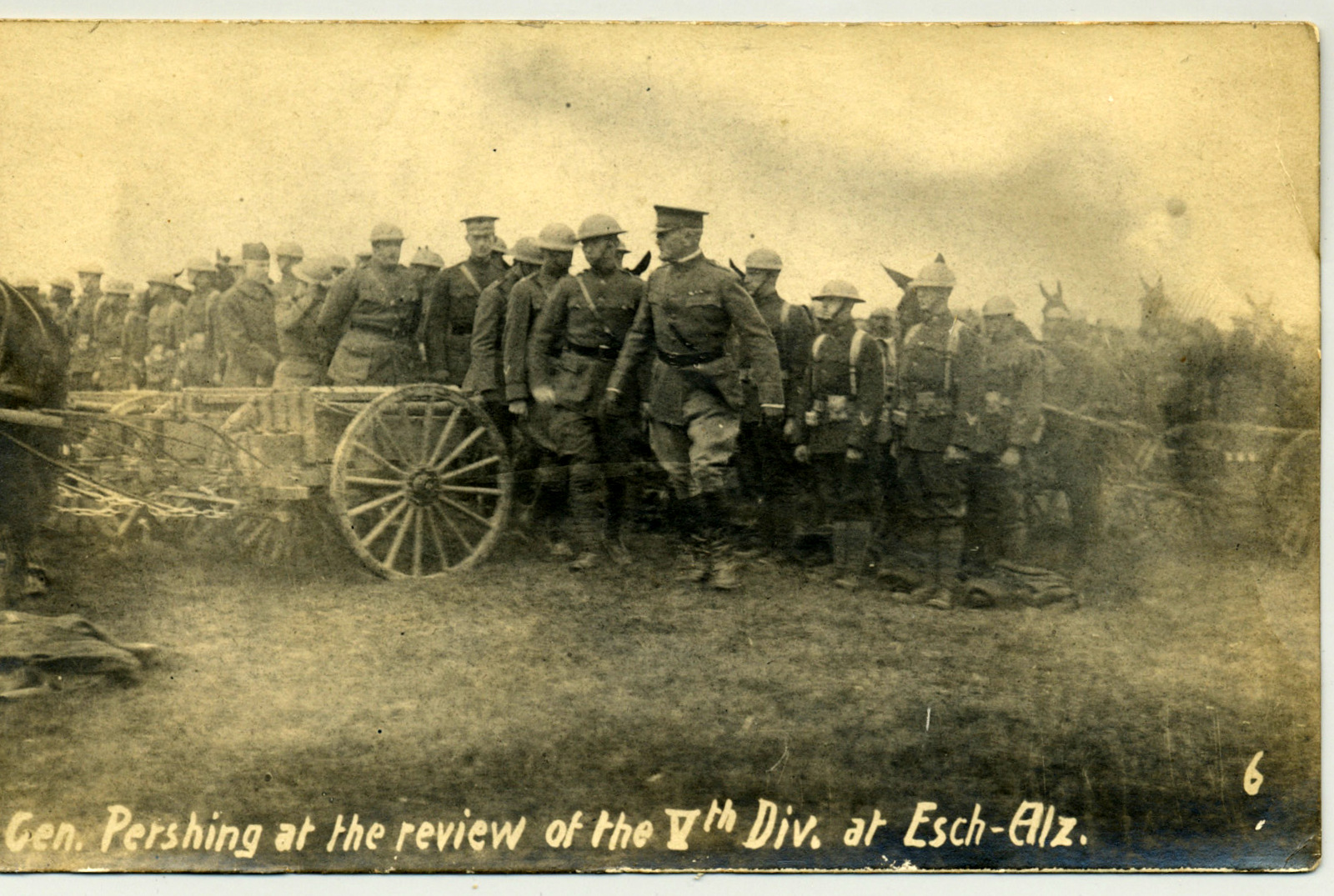
Novembre 1918: Il generale Pershing ispeziona truppe della 5th Division a Esch-sur-Alzette in Lussemburgo.

La divisione era strutturata come di seguito:
- 9th Infantry Brigade
  -  60th Infantry Regiment
  -  61st Infantry Regiment
  - 14th Machine Gun Battalion
- 10th Infantry Brigade
  -  6th Infantry Regiment
  -  11th Infantry Regiment
  - 15th Machine Gun Battalion
- 5th Field Artillery Brigade
  -  19th Field Artillery Regiment
  - 20th Field Artillery Regiment
  -  21st Field Artillery Regiment
- Division Troops
  - 13th Machine Gun Battalion
  -  7th Engineer Regiment
  - 9th Field Signal Battalion
  - Headquarters Troop
- Trains
  - 5th Train Headquarters and Military Police
  - 5th Ammunition Train
  - 5th Supply Train
  - 7th Engineer Train
  - 5th Sanitary Train (Ambulance Companies and Field Hospitals 17, 25, 29, 30)

La 5th Division si esercito con unità dell'esercito francese tra il 1° e il 14 giugno 1917. Il 12 settembre la divisione prese parte all'attacco per eliminare il saliente di Saint-Mihiel. Dopo aver fatto parte dell'armata di occupazione ed essendo basata in Belgio e a Esch-sur-Alzette in Lussemburgo, la divisione fece ritorno negli Stati Uniti il 21 luglio 1919 e fu stazionata a Fort Gordon in Georgia fino ad ottobre 1920. Dopo essere stata trasferita a Fort JacksonSinud Carolina, il ottobre 1921 l, a 5th Division fu disattivata fatta eccezione per la 10th Infantry Brigade e le sue unità di supporto.

## Seconda guerra mondiale
La 5th Division fu temporaneamente attivata nell'agosto 1936 a Fort Knox Kentucky per le manovre della 2ª armata usando la 10th Infantry brigade e il 201st Infantry Regiment della West Virginia Army National Guard. Il 16 ottobre 1939 la 5th Division fu definitivamente riattivata a Fort McClellan in Alabama sotto il comando del Brigadier General Campbell Hodges in seguito alla mobilitazione degli Stati Uniti d'America in risposta allo scoppio, in Europa, della seconda guerra mondiale il 1º settembre 1939.
Le unità assegnate alla divisione secondo la nuova organizzazione "triangolare" includevano:
- Division Headquarters
  -  2nd Infantry Regiment
  -  10th Infantry Regiment
  -  11th Infantry Regiment
- 5th Division Artillery 
  -  19th Field Artillery Battalion, (18x 105mm Howitzers)
  - 46th Field Artillery Battalion, (18x 105 mm Howitzers)
  - 50th Field Artillery Battalion, (18x 105 mm Howitzers)
  -  21st Field Artillery Battalion, (18x 155mm Howitzers)
- 7th Combat Engineer Battalion
- 5th Reconnaissance Troop (Mechanized)
- 5th Medical Battalion
- Special Troops 
  - 705th Ordnance Light Maintenance Company
  - 5th Quartermaster Company
  - 5th Signal Company
  - Military Police Platoon
  - Band

La primavera seguente la divisione fu mandata a Fort Benning in Georgia e in seguito temporaneamente in Louisiana per esercitazioni prima di essere trasferita a Fort Benjamin Harrison alla fine di maggio 1940. Quel dicembre fu trasferita a Fort Custer in Michigan da dove partecipò alle manovre in Tennessee, nell'agosto 1941 si spostò a Camp Joseph T. Robinson in Arkansas per partecipare ad esercitazioni in Arkansas e Louisiana prima di fare ritorno a Fort Custer in ottobre. A seguito dell'attacco giapponese a Pearl Harbor il 7 dicembre 1941 e l'entrata in guerra degli Stati Uniti la divisione fu completamente equipaggiata per essere dispiegata in combattimento. Durante l'aprile 1942 la divisione ricevette i suoi ordini per essere impiegata, partendo dal porto di New York, in Islanda dove arrivò nel maggio 1942 per rimpiazzare la guarnigione britannica nell'avamposto dell'isola a protezione dei convogli atlantici. Un anno dopo, il 24 maggio 1943, fu riorganizzata e re-disegnata 5th Infantry Division.

### Dalla Normandia alla Germania

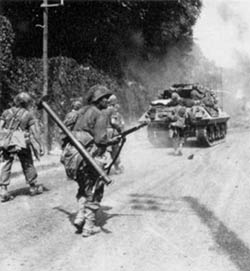
Uomini della 5th Infantry Division avanzano verso Fontainebleau supportati da cacciacarri M10 del 818th TD Battalion.

La 5th Infantry Division, sotto il comando del maggior generale Stafford L. Irwin, sbarcò a Utah Beach il 9 luglio 1944 e quattro giorni dopo entrò in linea nelle vicinanze di Caumont. Lanciando un attacco a Vidouville il 26 luglio, la divisione inizio un'avanza a sud-est di Saint-Lô, attaccando e catturando Angers tra il 9 e il 10 agosto, Chartres il 18 agosto (assistita dalla 7th Armored Division) per poi spingersi fino a Fontainebleau e attraversare la Senna a Montereau il 24 agosto. Il 30 agosto dopo aver attraversato la Marne catturò Reims e altre posizioni a est di Verdun per po' prepararsi all'assalto a Metz il 7 settembre A meta settembre, dopo due tentativi, un testa di ponte fu stabilità al di là della Mosella a Dornot e Arnaville a sud di Metz, il primo assalto a Dornot eseguito dal 11th Regiment fallì ma un secondo del 10th Regiment ad Arnaville ebbe buon esito. Dopo continue operazioni nell'area di Metz la divisione si ritirò dalla linea il 16 ottobre 1944 per poi ritornarci il 9 novembre, Metz fu finalmente catturata il 22 novembre. Il 4 dicembre la divisione attraversò il confine entrando in Germania, catturò Lauterbach, un sobbrogo di Völklingen, il 5 dicembre e alcuni elementi raggiunsero la sponda ovest del fiume Saar il 6 dicembre.
Il 16 dicembre 1944 forze tedesche lanciarono un'offensiva nelle Ardenne e la 5th Infantry Division insieme alla 18th fu impiegata nel fianco sud dell'avanzata tedesca fino a quando la sacca tedesca non fu eliminata alla fine di gennaio 1945. Durante i mesi di febbraio e marzo la divisione attraversò il fiume Sauer e, avanzando verso nord-est, sfondò la linea Sigfrido (operazione Undertone) per poi prendere parte all'invasione della Germania,

### Dal Reno alla fine della guerra
La 5th Infantry Division attraversò il fiume Reno nella notte del 22 marzo 1945 per poi continuare, catturando circa 19000 soldati tedeschi, nella sua avanzata verso Francoforte sul Meno che conquistò e ripulì dalla resistenza tedesca tra il 27 e il 29 marzo. In aprile la divisione, sotto il comando del maggiore generale Albert E. Brown, prese parte all'eliminazione della sacca della Ruhr e in seguito attraversò il confine con la Cecoslovacchia il 1º maggio raggiungendo Volary e Vimperk alla conclusione della guerra in Europa. In totale la divisione trascorse 270 giorni in combattimento perdendo 2083 soldati uccisi, 9278 feriti e 1073 dispersi con 101 catturati.

## Dopo la seconda guerra mondiale
Dopo la fine della seconda guerra mondiale, la 5th Infantry Division fu disattivata il 20 settembre 1946, ma fu riattivata il 14 luglio 1947 sotto il comando del Brigadier generale John H. Church e durante gli anni cinquanta la divisione rimase nella Germania dell'ovest come contribuzione degli Stati Uniti alla NATO.

## Guerra del Vietnam

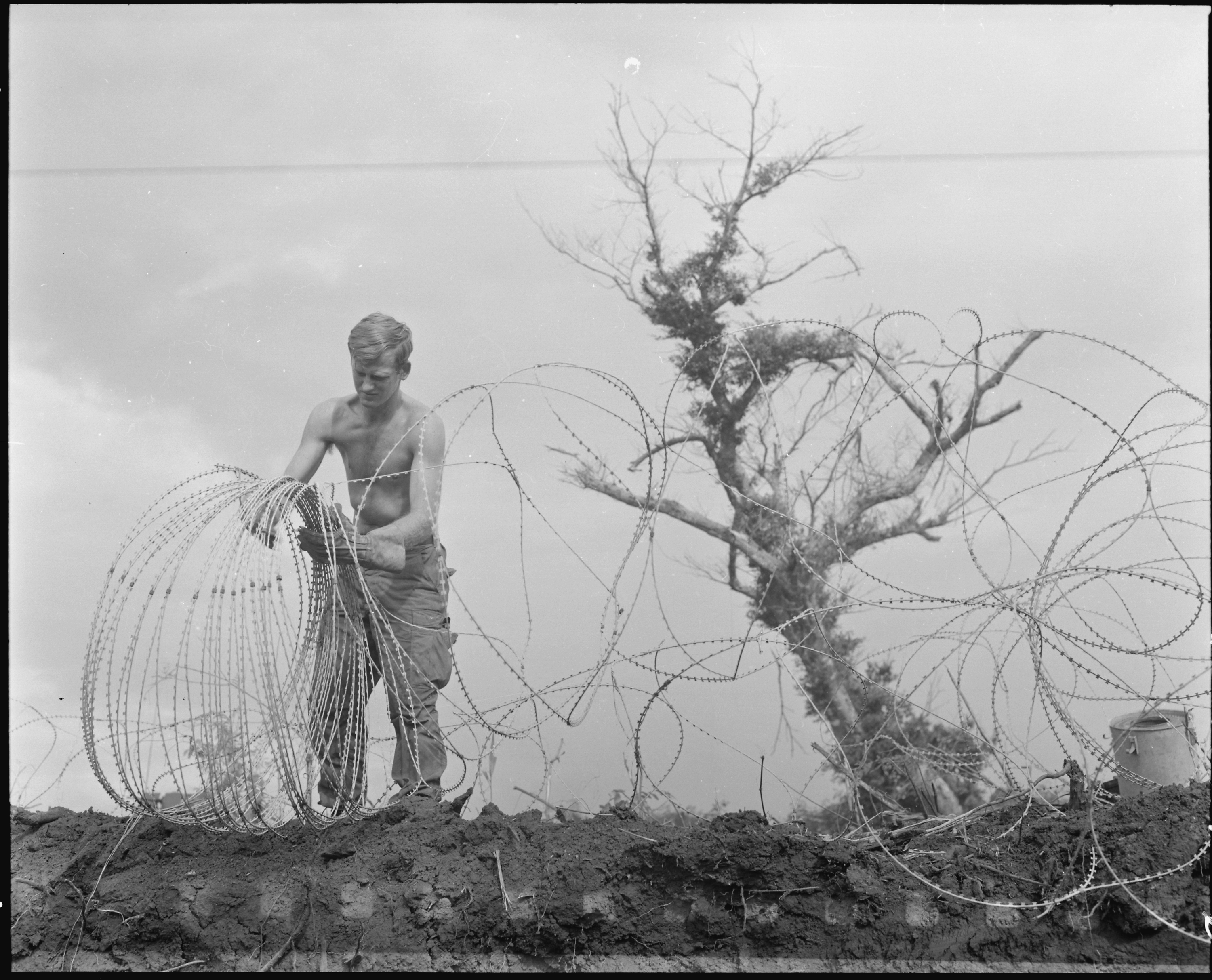
Vietnam, 1969. Un soldato della 1st Brigade, 5th Infantry Division (Mechanized) taglia del filo spinato

Quando la 1st Infantry Division fu schierata in Vietnam nel 1965 due battaglioni della 2nd Brigade, 5th Infantry Division furono disattivati e assegnati alla "Big Red One" come rinforzi. Nel settembre 1965 parte della rimanente 2nd Brigade fu trasferito da Fort Devens in Massachusetts  a Fort Carson in Colorado e gli effettivi della brigata riportati in piena forza, il personale lasciato a Fort Devens andò a formare la 196th Infantry Brigade.
A metà 1968 la 1st Brigade, 5th Infantry Division fu inviata in Vietnam e il 1º agosto tutte le sue unità che erano nel paese del sud-est asiatico erano: il 1st Battalion, 11th Infantry; il 1st Battalion, 61st Infantry (Mechanized); il 1st Battalion, 77th Armor; il A Troop, 4th Squadron, 12th Cavalry; e il 5th Battalion, 4th Artillery. Nel giugno del 1971 la brigata ricevette ordini per iniziare il rientro negli Stati Uniti a partire dal 1 luglio e il 22 agosto dello stesso anno fu disattivata a Fort Carson.
Nel frattempo nel settembre 1969 era stata attivata, sempre a Fort Carson, la 4th Brigade, 5th Infantry Division ma nel dicembre 1970 l'intera divisione fu disattivata e la 4th Infantry Division, ritornata dal Vietnam, prese il suo posto nella base del Colorado.

## Dopo il Vietnam
Il 21 ottobre 1974 la 1st Brigade, 5th Infantry Division fu nuovamente riattivata a Fort Polk in Louisiana, tra il 1975 e il 1977 una seconda brigata fu aggiunta alla divisione e la 256th Infantry Brigade della Louisiana Army National Guard ne diventò la terza.
Nel maggio 1989 alcune unità della divisione fu impegnata nell'operazione Nimrod Dancer per proteggere gli interessi statunitensi a Panamà, nel settembre dello stesso anno il 4th Battalion, 6th Infantry Regiment (Mechanized) andò a sostituire le prime unità inviate nel paese centro americano e quindi il suo personale si trovò impegnato nell'operazione Just Cause per rimuovere Manuel Noriega.

## Disattivazione
La divisione è stata definitivamente disattivata il 24 novembre 1992 e rinominata 2nd Armored Division come parte della diminuzione del personale delle forze armate in seguito alla fine della Guerra fredda. La 2nd Armored Division si trasferì da Fort Polk a Fort Hood in Texas nel 1993 con la maggior parte dell'equipaggiamento della 5th Division.